# Thom Revolver
Thom Revolver is een Nederlandse electropunkband uit de jaren nul. Opgericht door Thomas van Aalten, kende de formatie verschillende bestaansvormen. Thom Revolver was vooral bekend om zijn chaotische en opruiende optredens, die meestal eindigden met zanger Van Aalten in zijn onderbroek. Vaste dansers deelden ook discounter-bier in blik en frituursnacks uit aan het publiek.

## Geschiedenis
Het eerste optreden van Thom Revolver was op NPO 3FM in het VPRO-programma Club Lek, nadat dj Edwin Brienen eerder al de single Tuborg Slaves had gedraaid, van het op het Lijn 32-label uitgebrachte debuut Unholy Gods.
Unholy Gods was volledig door Thomas van Aalten bedacht en gespeeld op orgels, drumcomputers en voice-transformers. Tarik Barri produceerde het album. De cover werd ontworpen door Rachel de Joode.
Verscheidene optredens volgden met een band bestaande uit Bastiaan Bosma, Harm Hopman en Tarik Barri. Ze speelden in zeer uiteenlopende zalen: van krakershol De Onderbroek in Nijmegen tot de Stadsschouwburg in Amsterdam (Happy Chaos, 2004), en van het kleinschalige Tispelpop in Limburg tot Pukkelpop in België.
Begin 2004 verlieten Barri en Hopman de live-band en veranderde het karakter van de muziek en optredens naar gestileerdere glamrock. De gebroeders Van Nieuwenhoven en Andre Pahl sloten zich aan bij de band, die bleef touren in voornamelijk de Randstad en Berlijn.
De band werd in 2005 opgeheven na een concert in Berlijn waarbij frontman Van Aalten de drummachine sloopte, waarvan geen back-up bestond. De gebroeders Van Nieuwenhoven zouden later de band HSSLHFF beginnen en Bastiaan Bosma Aux Raus.

## Discografie
- Unholy Gods (2001, Lijn 32)
- One of the Boys (2004, Rock Bottom)